# 戰後
戰後是指戰爭結束後的時期。相比之下，戰後時期完全標誌著衝突的終止。該詞現今多用來指第二次世界大戰以後。

## 另見
- 战间期
- 美國重建時期
- 臺灣戰後時期